# Colubotelson setiferus
Colubotelson setiferus är en kräftdjursart som beskrevs av Nicholls 1944. Colubotelson setiferus ingår i släktet Colubotelson och familjen Phreatoicidae. Inga underarter finns listade i Catalogue of Life.